# Luke Davison
Luke Davison (né le 8 mai 1990 à Sydney) est un coureur cycliste australien. Spécialiste de la piste, il est champion du monde de poursuite par équipes en 2014 et 2016.

## Palmarès

### Championnats du monde
- Minsk 2013
  -  Médaillé de bronze du scratch
- Cali 2014
  -  Champion du monde de poursuite par équipes (avec Alexander Edmondson, Mitchell Mulhern et Glenn O'Shea)
  - 13e de l'omnium
- Londres 2016
  -  Champion du monde de poursuite par équipes (avec Sam Welsford, Michael Hepburn, Callum Scotson, Miles Scotson et Alexander Porter)

### Championnats du monde juniors
- Le Cap 2008
  -  Champion du monde de poursuite par équipes juniors (avec Rohan Dennis, Luke Durbridge et Thomas Palmer)
  -  Champion du monde de l'américaine juniors (avec Thomas Palmer)
  -  Champion du monde de l'omnium juniors

### Coupe du monde
- 2013-2014
  - 1er de la poursuite par équipes à Aguascalientes (avec Mitchell Mulhern, Alexander Edmondson et Alexander Morgan)
  - 1er de l'omnium à Aguascalientes
  - 2e de la poursuite par équipes à Manchester
  - 3e de l'omnium à Manchester
- 2015-2016 
  - 1er de la poursuite par équipes à Cambridge (avec Michael Hepburn, Jack Bobridge et Alexander Edmondson)

### Jeux du Commonwealth
- Glasgow 2014
  -  Médaillé d'or de la poursuite par équipes (avec Jack Bobridge, Glenn O'Shea et Alexander Edmondson)

### Championnats d'Océanie
| Édition / Épreuve | Kilomètre | Poursuite par équipes                                         | Américaine                    | Omnium |
| 2012              | Bronze    | Or (avec Alexander Morgan, Mitchell Mulhern et Miles Scotson) | Or (avec Alexander Edmondson) | Or     |
| 2013              |           |                                                               |                               | Or     |

### Championnats d'Australie
- 2007
  -  Champion d'Australie de vitesse par équipes juniors (avec Peter Lewis et Paul Fellows)
- 2008
  -  Champion d'Australie de l'omnium juniors
  -  Champion d'Australie de l'américaine juniors (avec Aaron Donnelly)
- 2013
  -  Champion d'Australie de poursuite par équipes (avec Alexander Edmondson, Miles Scotson et Glenn O'Shea)
  -  Champion d'Australie du scratch
- 2014
  -  Champion d'Australie de l'américaine (avec Alexander Edmondson)
  -  Champion d'Australie de poursuite par équipes (avec Alexander Edmondson, Jack Bobridge et Glenn O'Shea)
- 2016
  -  Champion d'Australie du kilomètre

## Palmarès sur route

### Par années
- 2012
  - National Road Series
  - 1re, 2e, 4e et 9e étapes du Tour du Gippsland
  - Tour of the Murray River :
    - Classement général
    - 1re, 6e, 8e et 12e étapes

  - 2e et 8e étapes du Tour of the Great South Coast
  - 2e étape de la Goulburn to Sydney Classic
- 2013
  - 2e étape du Herald Sun Tour
  - 3e étape du Tour of the Murray River
- 2014
  - Omloop der Kempen

### Classements mondiaux
| Année           | 2014 |
| --------------- | ---- |
| UCI Europe Tour | 334e |